# Dorycnium broussonetii
Dorycnium broussonetii és un rar endemisme de les illes de Tenerife i Gran Canària; amb escasses poblacions conegudes, aquestes estan aïllades i són petites. Les de Gran Canària compten amb molt pocs individus fet que les dut quasi a l'extinció. El bestiar ha estat el seu principal factor d'amenaça. Prolifera en matollars arbustius en el domini del bosc termòfil. També es pot trobar en zones inaccessibles com a esquerdes a les roques.
És un arbust caduc, d'uns 1,5 m d'alçada, que es diferencia de les altres espècies del gènere a les illes per les seves flors. Les fulles són trifoliolades, és a dir, que presenten tres folíols de la fulla primària, els quals són pilosos i ovats, presenten estípules. La corol·la és blanquinosa, el calze és campanulat i pilós, amb dents asimètrics. El fruit és un llegum petit i dehiscent, es trenca per alliberar les llavors. És una planta hermafrodita, és a dir, presenta flors amb tots dos sexes. Floreix en primavera i fructifica a principis d'estiu.